# Diciassette Province
Le Diciassette Province (indicate storiograficamente anche con il nome di Paesi Bassi asburgici) furono l'insieme degli stati dei Paesi Bassi dal XV al XVI secolo, che comprendevano gli attuali Paesi Bassi, Belgio, Lussemburgo, buona parte del Nord della Francia (Artois, Nord), e una piccola parte della Germania dell'Ovest.
Le Diciassette Province erano originariamente amministrate dai Duchi di Borgogna della Casa di Valois e successivamente dagli Asburgo, nella linea spagnola prima e poi in quella austriaca. Dal 1512 le Province fecero parte della Provincia Borgognona del Sacro Romano Impero.

## Composizione

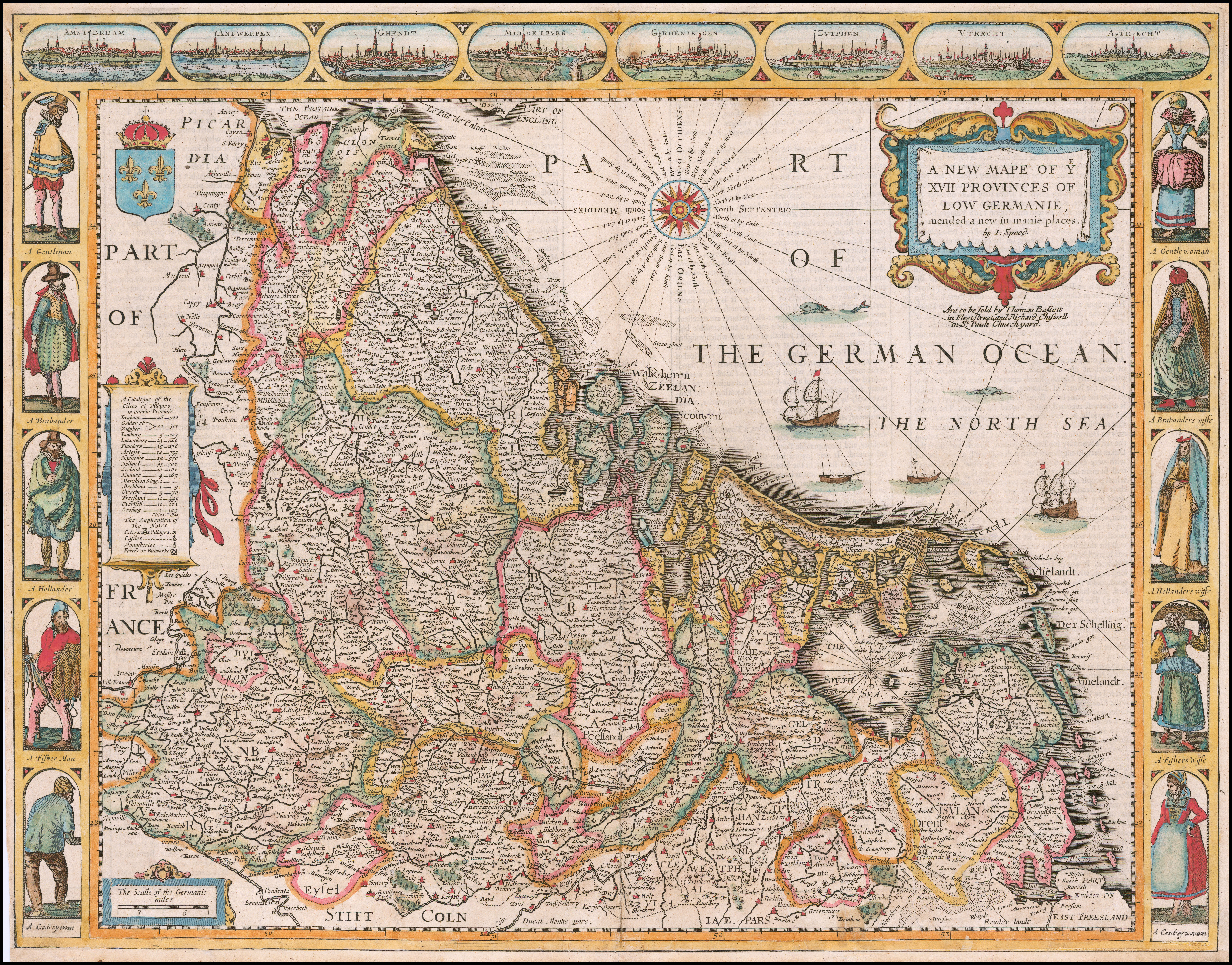
Mappa inglese delle Diciassette Province della Bassa Germania

Alle indicazioni sulla mappa corrispondono le seguenti province:
1. la Contea di Artois
2. il Ducato di Brabante, che includeva il margraviato di Anversa, le contee di Lovanio e Bruxelles e le abbazie di Nivelles e Gembloux
3. il Tournaisis e i burgraviati di Lilla, Douai e Orchies
4. la Contea delle Fiandre
5. la Signoria di Frisia
6. la Signoria di Groninga e l'Ommelanden
7. il Ducato di Gheldria
8. la Contea di Hainaut
9. la Contea d'Olanda
10. il Ducato di Limburgo, che includeva le contee di Dalhem e Valkenburg e la signoria di Herzogenrath
11. il Ducato del Lussemburgo
12. la Signoria di Malines
13. la Contea di Namur
14. la Signoria di Overijssel, che includeva la contea di Drenthe e le signorie di Lingen, Wedde e Westerwolde
15. la Signoria di Utrecht
16. la Contea di Zelanda
17. la Contea di Zutphen

In anni successivi la Contea di Zutphen divenne parte del Ducato di Gheldria, e il Ducato di Limburgo divenne dipendente dal Ducato di Brabante. Inoltre, vi era un certo numero di feudi in questa regione che non erano parte delle Diciassette Province. Il più grande di questi era il Principato-Vescovile di Liegi.
La scelta precisa del numero 17, secondo alcuni storici, sarebbe da ricondurre a una certa simbologia cristiana.

## Storia

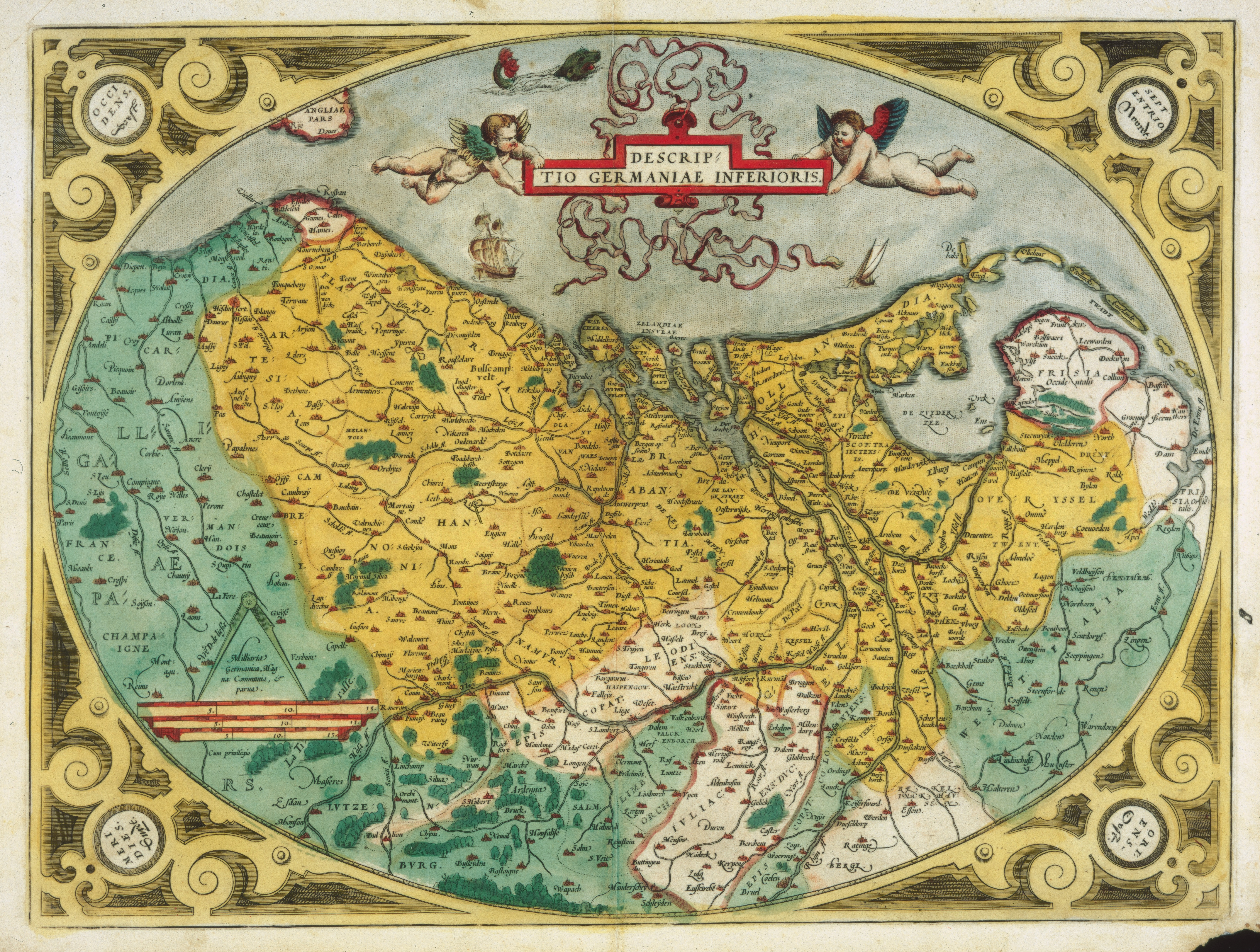
Mappa di Abraham Ortelius del 1573, una delle mappe più antiche che mostrano i Paesi Bassi

Le Diciassette Province si originarono dai Paesi Bassi borgognoni. I duchi di Borgogna sistematicamente divennero signori di un numero sempre maggiore di province olandesi. Maria I di Valois, Duchessa di Borgogna fu l'ultima reggente della Casa di Borgogna.
Quando ella sposò Massimiliano I d'Asburgo, le province passarono alla Casa d'Asburgo, nel 1482. Suo nipote e successore, Carlo V, unì tutte le diciassette province sotto il proprio controllo, l'ultima della quale fu il Ducato di Gheldria che venne unito nel 1543.
Gran parte di queste province erano feudi del Sacro Romano Impero. Due province, la Contea delle Fiandre e la Contea di Artois, erano originariamente feudi francesi, ma la sovranità venne ceduta all'Impero grazie al Trattato di Cambrai del 1529.
La Prammatica Sanzione del 1549 determinò che le province dovessero rimanere unite nel futuro ed ereditate dallo stesso monarca come uno stato compatto. Per ribadire questo concetto Carlo V fondò il titolo di Heer der Nederlanden ("Signore dei Paesi Bassi"), che però poté essere utilizzato solo da lui stesso e da suo figlio.
All'abdicazione di Carlo V, nel 1556, i suoi domini vennero divisi tra il figlio, Filippo II di Spagna, e suo fratello, Ferdinando I, Imperatore del Sacro Romano Impero. Le Diciassette Province vennero affidate a Filippo II.
I numerosi conflitti tra Filippo II e gli olandesi portarono alla guerra degli ottant'anni, che iniziò nel 1568. Le sette province del Nord, a maggioranza olandofona e protestante, firmatarie dell'unione di Utrecht, ottennero l'indipendenza “de facto” nel 1579 e si costituirono in repubblica, denominandosi Repubblica delle Sette Province Unite. Essa era costituita da:
1. la Signoria di Frisia

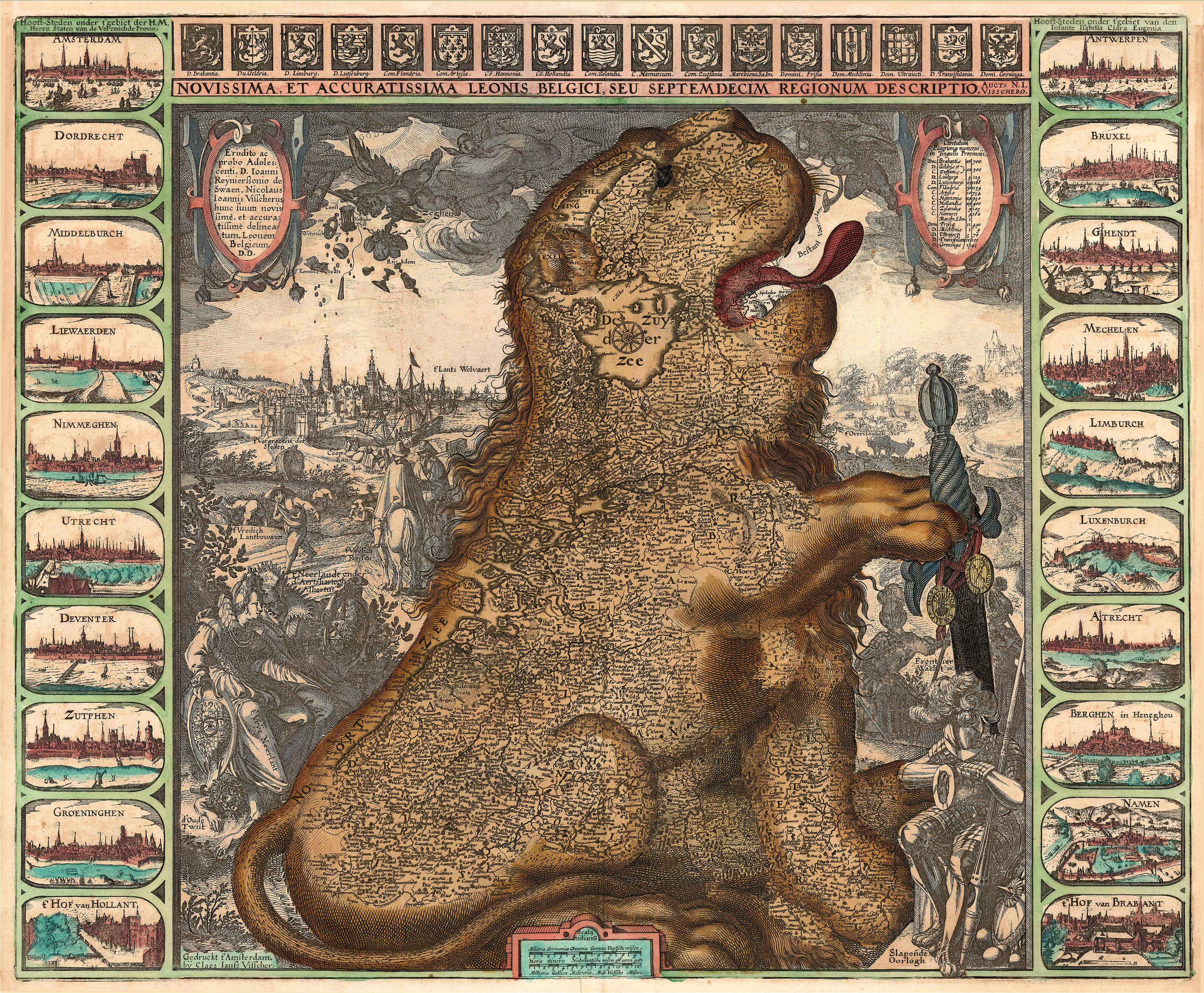
Mappa del Leo Belgicus.

2. la Signoria di Groninga e l'Ommelanden
3. il Ducato di Gheldria e la contea di Zutphen
4. la Contea d'Olanda
5. la Signoria di Overijssel
6. la Signoria di Utrecht
7. la Contea di Zelanda

Oltre alle sette province vennero annessi anche la parte più settentrionale del Brabante e la parte a nord della Mosa del Limburgo.
In opposizione all'unione di Utrecht, le province meridionali, a maggioranza francofona e cattolica costituirono l'unione di Arras e contesero alle province del nord il controllo delle province restanti, a maggioranza fiamminga, ma ancora cattoliche. Infine le province meridionali tornarono al governo spagnolo grazie al talento politico e militare di Alessandro Farnese, duca di Parma e Piacenza, che operò specialmente ad Anversa nel famoso assedio cittadino. Queste province vennero definite Paesi Bassi spagnoli e in seguito, con il trattato di Rastatt, i Paesi Bassi meridionali passarono a Carlo VI d'Asburgo, prendendo il nome di Paesi Bassi austriaci. Inoltre tra il XVII e il XVIII secolo l'Artois e parte delle Fiandre e dell'Hainaut vennero cedute alla Francia. La Spagna riconobbe l’indipendenza della Repubblica olandese solo nel 1648.

### Governatori dei Paesi Bassi (1506-1581)
- 1506-1507 Guillaume de Croÿ, Marchese di Aerschot
- 1507-1530 Margherita d'Austria, Duchessa di Savoia
- 1530-1555 Maria d'Austria, Regina d'Ungheria
- 1555-1559 Emanuele Filiberto, Duca di Savoia
- 1559-1567 Margherita d'Austria, Duchessa di Parma
- 1567-1573 Fernando Álvarez de Toledo, Duca di Alba
- 1573-1576 Luis de Zúñiga y Requesens
- 1576-1578 Giovanni d'Austria
- 1578-1581 Alessandro Farnese, Duca di Parma

Il Duca di Parma, nominato da Filippo II di Spagna, suo zio, venne opposto nella candidatura da un altro nipote del Re, l'Arciduca Mattia d'Austria, sino 1581, quando tornò in Austria a seguito della dichiarazione d'indipendenza delle Province Unite.
Nel 1581 la Repubblica delle Sette Province Unite si dichiarò indipendente da Filippo II di Spagna.

## Economia

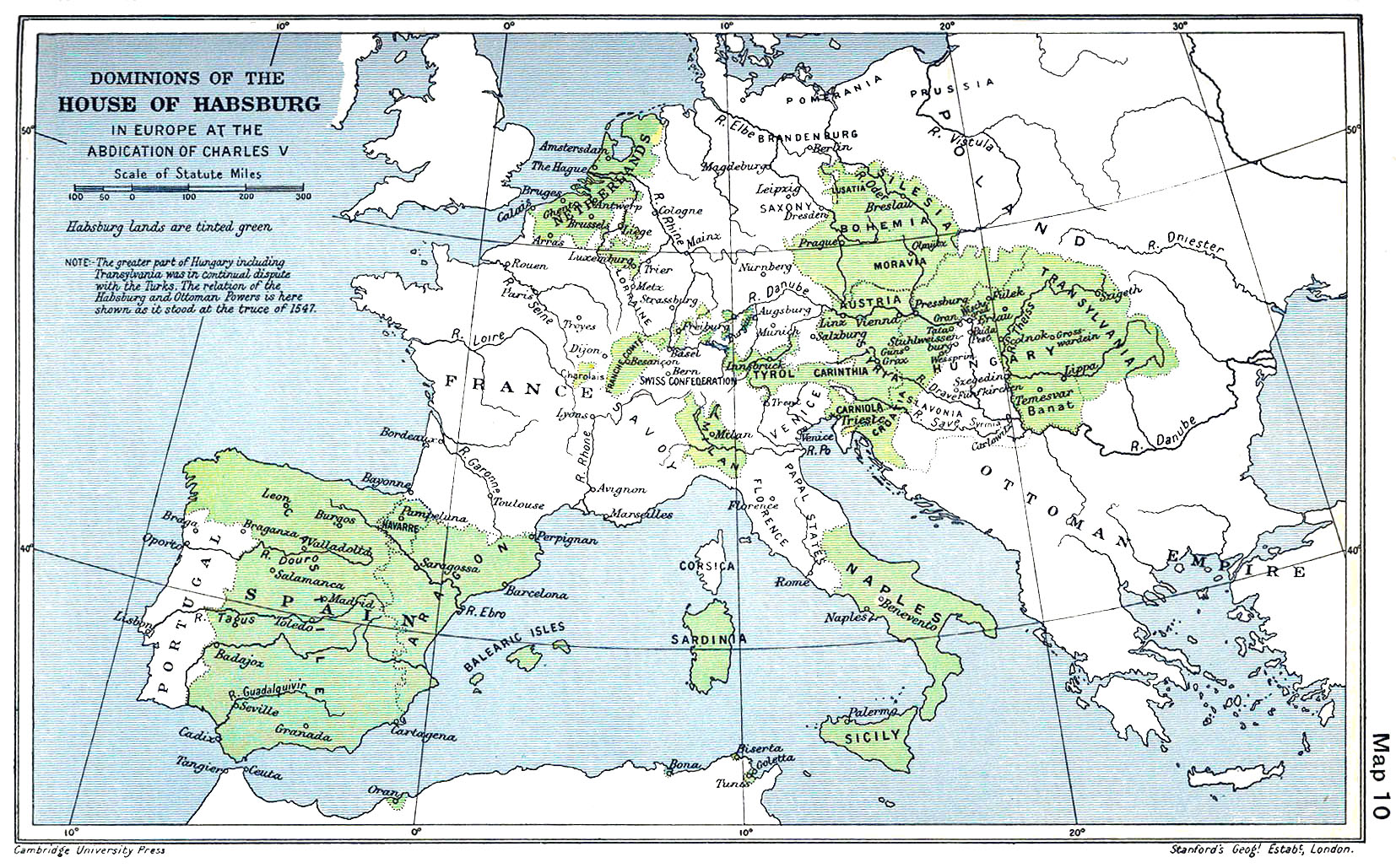
Mappa dell'Impero Spagnolo europeo dopo la Battaglia di Mühlberg

Dalla metà del XVI secolo, il Margraviato di Anversa, che era parte del Ducato di Brabante, divenne il più importante centro politico, economico e culturale dell'area dei Paesi Bassi e la sua capitale venne spostata da Malines a Bruxelles.
Mentre Bruges, situata nella Contea delle Fiandre, aveva già da molto tempo perso la propria posizione prominente come potenza economica nel nord dell'Europa a favore delle città dell'Olanda, che crebbero notevolmente tra XV e XVI secolo.
La guerra degli ottant'anni, che condusse all'indipendenza olandese, e la chiusura della navigazione sul fiume Schelda consentì l'emigrazione di molte persone dalle province sud verso la repubblica del nord e le Fiandre. In particolare l'affluenza si concentrava nelle città di Bruges, Anversa, Gand e Bruxelles, nelle Fiandre e ad Amsterdam, L'Aia e Rotterdam, per quanto riguarda la Repubblica delle Sette Province Unite.

## Stemmi

Bandiera delle XVII Province
I. Contea di Artois
II. Ducato di Brabante
III. Vescovato di Tournai
IV. Contea delle Fiandre
V. Signoria della Frisia
VI. Signoria di Groninga e Ommeland
VII. Ducato di Gheldria
VIII. Contea di Hainaut
IX. Contea d'Olanda
X. Ducato di Limburgo
XI. Ducato di Lussemburgo
XII. Signoria di Malines
XIII. Contea di Namur
XIV. Signoria di Overijssel
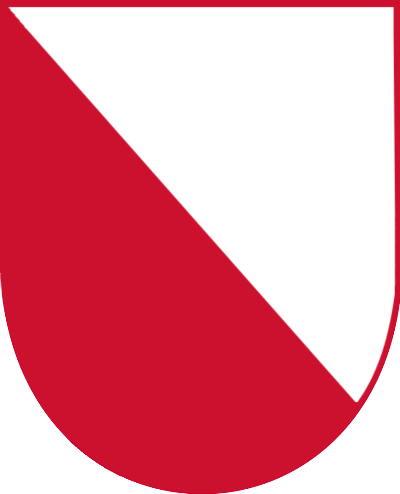
XV. Signoria di Utrecht
XVI. Contea di Zelanda
XVII. Contea di Zutphen